# 478

## Събития
- Теодорих Велики се съюзява и заедно с Теодорих Страбон предприема поход срещу Далмация, Македония и Тракия.